# Kimberlie – Ett nytt liv
Kimberlie – Ett nytt liv är den andra boken i serien om Kimberlie och Andy av författaren Kim Kimselius. Boken gavs ut 2010 och utspelar sig på Nya Zeeland.